# Peziza assimilata
Peziza assimilata är en svampart som beskrevs av P. Karst. 1869. Peziza assimilata ingår i släktet Peziza och familjen Pezizaceae.   Inga underarter finns listade i Catalogue of Life.